# Terapie (český seriál)
Terapie je český seriál v produkci televize HBO z let 2011–2013. Formát seriálu je převzatý z izraelského seriálu BeTipul (2005), ze kterého vycházel i americký seriál V odborné péči (In Treatment).
Terapie je první seriál české HBO, ve kterém využívá formát převzatý ze zahraničí.
Seriál se začal natáčet 27. září 2010 v barrandovských ateliérech. Poslední natáčecí den byl naplánován na 17. února 2011, nakonec natáčení skončilo 19. února. Celkově filmování trvalo 95 natáčecích dnů. Hlavní roli psychoterapeuta hraje Karel Roden.
Vydání celé první série na DVD bylo plánováno postupně od 11. dubna 2012, v květnu se měla začít natáčet druhá série.
Tvůrci seriálu Petr Zelenka a Karel Roden byli oceněni cenou Trilobit.

## Obsazení
| Karel Roden         | Dr. Marek Pošta    |
| Klára Melíšková     | Alice Poštová      |
| Berenika Kohoutová  | Klára Poštová      |
| Tatiana Pauhofová   | Sandra             |
| Lukáš Hejlík        | Igor Heřman, voják |
| Michaela Doubravová | Linda, gymnastka   |
| Martin Hofmann      | Michal             |
| Anna Geislerová     | Jana               |
| Jiří Štěpnička      | Igorův otec        |
| Tomáš Matonoha      | Lindin otec        |

## Recenze
- Tereza Spáčilová, iDNES.cz, 10. října 2011